# Onitis monstrosus
Onitis monstrosus är en skalbaggsart som beskrevs av Felsche 1910. Onitis monstrosus ingår i släktet Onitis och familjen bladhorningar. Inga underarter finns listade i Catalogue of Life.